# Бьерринг, Николас
Николас Бьерринг (англ. Nicholas Bjerring; 14 июня 1831, Вайле, Дания — 10 сентября 1900, Нью-Йорк) — американский религиозный деятель датского происхождения, в 1870—1884 годы — православный священник, устроитель первого православного прихода в Нью-Йорке, переводчик богослужебной литературы на английский язык. Сыграл большую роль в ознакомлении Епископальной церкви в США с православием. Он предпринял, в частности, издание на английском языке журнала, посвящённого жизни Православия в Америке.

## Биография
Родился 14 июня 1831 году в семье крупного чиновника в городе Вайле, Дания. Изучал философию и теологию в университете в Бреслау (ныне Вроцлав). Занимал различные должности в римско-католических школах в Европе и выполнял несколько раз миссионерскую работу в Лапландии.
Впервые заинтересовался Православием через чтение журнала «Христианское Единство» (фр. l’Union Chrétienne) издаваемого бывшим французским иезуитом обратившимся в Православие, архимандритом Владимиром (Гетте), и русским священником Иосифом Васильевым.
В 1868 году был назначен профессором философии и истории в старейшей римо-католической семинарии в Америке — Семинарии святой Марии в Балтиморе, штат Мэриленд. Был женат, к 1870 году имел трёх детей.
После принятия догмата о папской непогрешимости на I Ватиканском Соборе, покинул католическую церковь, направив 24 января 1870 года письмо протеста папе Пию IX. Уже в этом послании он заявлял о своём убеждении, что истинная вера сохраняется только в Православии.
В январе того же года Святейший Синод, получив его прошение о крещении, вызвал его в Россию. 3 мая 1870 года был присоединён к Русской православной церкви в храме Санкт-Петербургской духовной академии. 6 мая 1870 года митрополитом Новгородским и Санкт-Петербургским Исидором (Никольским) был рукоположён в сан диакона, а 9 мая того же года — в сан священника.
17 мая 1870 года отслужил свою первую литургию в академическом храме на немецком языке. Синод поручил ему основать приход в Нью-Йорке, о чём ещё в 1864 году поступало прошение от Русско-греческого комитета Епископальной церкви, заинтересованного в исследовании православного богослужения.
Летом 1870 года возвратился в США. В том же году основал в Нью-Йорке домовую церковь, ставшую первым русским православным приходом на восточном побережье. Храм размещался в частном доме на 2-й авеню. За исключением Аляски этот православный приход стал третьим в США, ранее были созданы приходы в Сан-Франциско и Новом Орлеане. Церковь называлась «консульской» так как создавалась для персонала российского консульства в Нью-Йорке. Однако, подобно Сан-Францисскому приходу, община на деле объединяла разноплемённых православных иммигрантов Нью-Йорка, включая греков, сербов и арабов. Богослужения совершались попеременно по-английски и по-церковнославянски. Псаломщиками на приход присылали лучших студентов Санкт-Петербургской духовной академии. С 1870 по 1880 год на приходе было 55 крещений, 12 венчаний, 14 отпеваний (панихид), 4 перехода в православие.
Духовная жизнь православного прихода в Нью-Йорке отличалась широкой экуменической открытостью. Тот же Смирнов, исполнявший обязанности псаломщика православного храма в Нью-Йорке, неоднократно писал о
развитии отношений с духовенством Епископальной Церкви. "Епископальные священники обнаруживают к Православной Церкви более чем дружеское расположение. Некоторые из них и из их прихожан поспешили уже познакомиться с Николаем Бьеррингом с целью ближайшего ознакомления с догматами и обрядами нашей Церкви и высказывали глубокое сочувствие к ним. Отец Николай Бьерринг отвечал представителям Епископальной Церкви взаимной симпатией. По сообщению одного из русских публицистов, находившихся в то время в Нью-Йорке, в 1871 года Николай Бьерринг принял участие «в полном облачении в религиозной процессии, устроенной в один из праздников Епископальной Церковью».
Имея широкие знакомства в американском обществе (например, был лично знаком с бывшим президентом США Улиссом Грантом), много сделал для ознакомления американских интеллектуалов с православием. В 1870-х годах был посетителем Нью-Йоркского салона Хамерсли, читал многочисленные лекции в школах и училищах, выступал в учёных кружках и принадлежал к ряду клубов и обществ. Поддерживал особо тесные связи с Епископальной церковью, вёл переписку с американскими римо-католиками. Развил заметную переводческую и издательскую деятельность, предоставляя англоязычной публике доступ в первую очередь к православным богослужебным чинам. Одним из наиболее известных его трудов было издание с ноября 1879 по октябрь 1881 года англоязычного «Журнала Восточной Церкви» (The Oriental Church Magazine). Издаваемый им журнал способствовал пробуждению интереса среди богословов Епископальной Церкви к изучению православного богословия. В 1884 году он собрал все переводы богослужений на английский язык, публиковавшиеся в его «Журнале Восточной Церкви», и издал их отдельной книгой.
В январе 1881 года, вместе с рядом русских жителей Нью-Йорка, учредил Русское благотворительное общество для помощи местным малоимущим русским. Состоял президентом этого общества.
Русская православная церковь в то время ещё не была готова к миссионерству в самих Соединённых Штатах, где она оказалась в непривычных для себя политических, культурных к религиозных условиях. Сам Бьерринг время священства в Нью-Йорке не приветствовал обращения в православие, видя свою роль в налаживании добрых связей с протестантами. Из-за этого его приход не рос. Когда Святейший Синод в 1883 году прекратил финансирование Нью-Йоркского домового храма и призвал Бьерринга стать профессором в Санкт-Петербургскую духовную академию, тот отказался, заявив что желает остаться американским гражданином.
В 1883 году он покинул Церковь и перешёл в пресвитерианство, став там пастором. Разочаровавшись и на этом поприще, к перешёл в 1899 году в римо-католиком, куда был принят как мирянин. В этом качестве он и скончался 10 сентября 1900

## Труды
Переводчик:
- «Office for Admission and Reception of Converts into the Orthodox Eastern Church», 1872 (в 1875 переизд. в Лондонском «The Orthodox Catholic Review») — вероятно перевод с немецкого, по изданию о. Тарасия Серединского.
- Basaroff, Very Rev., «The Russian Orthodox Church», 1873.
- Anatolius, Bp. of Mogilev, «The Greek Catholic Faith», 1873.
- Basaroff, Very Rev., «Sacrament of Matrimony», 1876 (в 1876 переизд. в Лондонском «The Orthodox Catholic Review»).
- «The Offices of the Oriental Church, with an Historical Introduction», Anson D. F. Randolph & Company 1884 — сборник переводов православных богослужений на английский язык, ранее публиковавшиеся в его журнале.

Издатель:
- «The Divine Liturgies of our Holy Fathers John Chrysostom and Basil the Great» [trans. Fr. Harherly], 1873.
- «The Oriental Church Magazine», Nov. 1879-Oct. 1881.

Статьи
- «Religious Thought in the Russian Empire» // Presbyterian and Reformed Review, January 1892.